# Jan Rutkiewicz (polityk)
Jan Rutkiewicz (ur. 27 maja 1875 w Kielcach, zm. 27 lipca 1950 tamże) – polski polityk lewicowy okresu II Rzeczypospolitej, działacz socjalistyczny, członek władz naczelnych Polskiej Partii Socjalistycznej i PPS „Lewicy”.

## Życiorys
Urodził się 27 maja 1875 w Kielcach, w rodzinie Jana (1944–1919), powstańca styczniowego, i Karoliny z Jakubowskich (1943–1916).
Był mężem działaczki socjalistycznej Jadwigi z Bartołdów Rutkiewiczowej (1875–1958), ojcem Jana, lekarza, i Wincentego Jana, działacza komunistycznego.
Zmarł w Kielcach. Pochowany na cmentarzu Starym (kwatera 12C-C-2).